# گوسواویتسه (استان اوپوله)
گوسواویتسه (به لهستانی: Gosławice) یک منطقهٔ مسکونی در لهستان است که در گمینا دوبروجنگ واقع شده‌است.